# Bematistes aganice
Bematistes aganice är en fjärilsart som beskrevs av William Chapman Hewitson 1852. Bematistes aganice ingår i släktet Bematistes och familjen praktfjärilar. Inga underarter finns listade i Catalogue of Life.